# (2366) Aaryn
(2366) Aaryn est un astéroïde de la ceinture principale.

## Description
(2366) Aaryn est un astéroïde de la ceinture principale. Il fut découvert le 10 janvier 1981 à la station Anderson Mesa par Norman G. Thomas. Il présente une orbite caractérisée par un demi-grand axe de 2,24 UA, une excentricité de 0,13 et une inclinaison de 1,1° par rapport à l'écliptique.

## Compléments